# Beast of New Haven
Die Beast of New Haven waren ein US-amerikanisches Eishockeyfranchise der American Hockey League aus New Haven, Connecticut. Spielstätte der Mannschaft war das New Haven Coliseum.  

## Geschichte
Die Carolina Monarchs wurden 1997 nach New Haven, Connecticut, umgesiedelt, wo sie als Farmteam der Carolina Hurricanes und Florida Panthers unter dem Namen Beast of New Haven in der American Hockey League spielten. In seiner ersten Spielzeit erreichte New Haven auf Anhieb die Playoffs, in denen sie in der ersten Runde mit einem Sweep in der Best-of-Five-Serie am Hartford Wolf Pack scheiterten. Im folgenden Jahr verpasste New Haven die Playoffs und wurde nur Fünfter in der New England-Division, woraufhin das Franchise 1999 aufgelöst wurde.

## Saisonstatistik
Abkürzungen: GP = Spiele, W = Siege, L = Niederlagen, T = Unentschieden, OTL = Niederlagen nach Overtime SOL = Niederlagen nach Shootout, Pts = Punkte, GF = Erzielte Tore, GA = Gegentore, PIM = Strafminuten
| Saison  | GP | W  | L  | T | OTL | SOL | Pts | GF  | GA  | Platz           | Playoffs                                         |
| 1997/98 | 80 | 38 | 33 | 7 | 2   | —   | 85  | 256 | 239 | 3., New England | 1. Runde: Niederlage, 0:3 gg. Hartford Wolf Pack |
| 1998/99 | 80 | 33 | 35 | 7 | 5   | —   | 78  | 240 | 250 | 5., New England | nicht qualifiziert                               |

## Team-Rekorde

### Karriererekorde
Spiele: 135  Ashlin Halfnight
Tore: 42  Craig Ferguson
Assists: 67  Ryan Johnson
Punkte: 97  Craig Ferguson
Strafminuten: 414  Chad Cabana